# Algirdas Šakalys
Algirdas Šakalys (* 1. Dezember 1942 im Dorf Šakiai, Rajongemeinde Molėtai) ist ein litauischer Transportwissenschaftler und Politiker, Vizeminister.

## Leben
Nach dem Abitur 1960 an der Mittelschule Suginčiai bei Molėtai studierte er bis 1969 Mechanik in der Filiale Vilnius (jetzt VGTU) am Kauno politechnikos institutas. 1971–1974 studierte er in der Wirtschaft-Aspirantur der Vilniaus universitetas. 1996 verteidigte er seine Dissertation über „Systemische Analyse der Entwicklung des litauischen Güterverkehrs“. Von 1991 bis 2000 war er erster Stellvertreter von Verkehrsminister Litauens. Ab 2001 lehrte er an der Vilniaus Gedimino technikos universitetas. Im Lehrstuhl des Transport-Managements war er Dozent der Transportpolitik. 2001–2002 war Šakalys Berater von Valdas Adamkus, ab 2003 des Außenministers Litauens und ab 2009 des  Premierministers Andrius Kubilius.